# Cases Pascual i Pons
Le Cases Pascual i Pons sono un complesso architettonico che si trova sul Passeig de Gràcia, tra Carrer de Casp e la Ronda de Sant Pere de la Dreta de l'Eixample di Barcellona.

## Storia
Nel 1890 l'architetto Enric Sagnier progettò la casa sull'angolo della Ronda de Sant Pere per Alexandre Pons e quella sul Carrer de Casp per sua sorella Isidra, moglie di Sebastià Pascual.
Entrambi gli edifici furono costruiti tra il 1890 e il 1891 e completamente restaturati nel 1984 dalla MBM (Martorell-Bohigas-Mackay).

## Descrizione
L'edificio ha una pianta poligonale, è alto sei piani (piano terra, piano nobile, altri tre piani e il piano interrato del tetto) e le  facciate sono caratterizzate dalla composizione simmetrica con elementi di chiara ispirazione gotica e dalla finitura con pietra a vista.
La parte più interessante dell'edificio è l'interno che mostra la ricchezza dei due proprietari: vetrate colorate, imponenti camini, scale scolpite e numerosi elementi ornamentali. Come da tradizione, solo il piano nobile era occupato dai proprietari mentre i piani superiori, più modesti, erano destinati all'affitto.
Meritano una menzione speciale le torri, una semicircolare e una poligonale, che si trovano agli angoli delle facciate e che culminano con un tetto conico e appuntito decorato con squame che è senza dubbio uno degli elementi più caratteristici dell'edificio.